# Писарівка (Житомирський район)
Пи́сарівка — село в Україні, у Хорошівській селищній громаді Хорошівського району Житомирської області. Населення становить 134 особи (2001).

## Географія
Писарівка розташована в межах природно-географічного краю Полісся і за 18 км від центру громади — міста Хорошів. Найближча залізнична станція — Нова Борова, за 36 км. На південний захід від села бере свій початок річка Іршиця.

## Історія
Населений пункт було засновано у 1860 році.
Поселення було німецькою колонією.
На мапі 1911—1912 років поселення позначене як колонія Писарівська Гута з 36 дворами.
У 1932–1933 роках село постраждало від Голодомору. За свідченнями очевидців кількість померлих склала щонайменше 2 особи.
У 1923—59 роках — адміністративний центр Писарівської сільської ради Володарсько-Волинського району.

## Населення
За даними перепису 2001 року населення села становило 134 особи, з них 99,25 % зазначили рідною українську мову, а 0,75 % — російську.